# Порцій Ліцин
Порцій Ліцин (II ст. до н. е.) — давньоримський поет часів Римської республіки, розквіт творчості припадає на 110-90-ті роки до н. е.

## Життєпис
Про цього поета немає практично жодних відомостей. Є згадка про нього у зв'язку з консульством Квінта Катула у 102 році до н. е. Також є дані, що Порцій Ліцин написав історію римської літератури у віршах, а також епіграми еротичного змісту.  Згадка про нього як монеталія 118 року до н.е. є, ймовірно, помилковою.
Разом з Акцієм вважається серед перших дослідників римської літератури.